# Чаофа Чай
Чаофа Чай (тай. ไชย), 1630 — 11 серпня 1656) — 26-й володар Аюттхаї 8—9 серпня 1656 році. Відомий також як Санпхет VI.

## Життєпис
Старший син володаря Прасат Тхонга. Народився 1630 року. Невдовзі оголошений маха-упаратом (офіційним спадкоємцем). 8 серпня 1656 року посів трон. Проте наступного дня стрийко Сі Сутхаммарача і брат Нарай повалили Чаофа Чая, якого 11 серпня було страчено. Трон перейшов до Сі Сутхаммарачи.